# Emanuel von Sievers

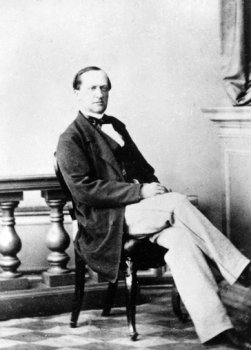
Emanuel Graf v. Sievers (um 1880)

Emanuel Graf von Sievers (russisch Эммануил Карлович Сиверс/Emmanuil Karlowitsch Siwers; * 27. Apriljul. / 9. Mai 1817greg.; † 12. Maijul. / 25. Mai 1909greg. in Wenden, Gouvernement Livland) war ein deutsch-baltischer Graf und russischer Senator sowie Oberhofmeister.
Emanuel von Sievers stammte aus der deutschbaltischen Adelsfamilie von Sievers und war einer der Söhne des russischen Generals und Senators Carl Gustav von Sievers. Er besuchte von 1828 bis 1830 die Lehr- und Erziehungsanstalt Birkenruh, studierte anschließend in Sankt Petersburg und trat danach in den russischen Staatsdienst ein. 1841 wurde er Kammerjunker, 1848 Kammerherr. 1858 folgte seine Beförderung zum Direktor des Departements der Geistlichen Angelegenheiten der Fremden Konfessionen im Ministerium des Inneren. 1864 wurde er Hofmeister, im Jahre 1873 zum Senator gewählt und schließlich 1877 von Kaiser Alexander II. zum Oberhofmeister und Wirklichen Geheimen Rat berufen. 
Im Jahre 1878 gründete er in seinem Heimatort Wenden (heute Cēsis in Lettland) eine Brauerei, die heute unter dem Namen Cēsu Alus firmiert und unter anderem das nach ihm benannte Bier Grāfs fon Zīverss produziert.
Er starb am 25. Mai 1909 auf seinem Schlossgut Wenden.

## Ehe und Nachkommen
Emanuel Graf von Sievers war mit Elise Gräfin Koskull (* 1824; † 1901) verheiratet. Aus der Ehe gingen hervor
- Emanuel (1848–1918), russischer Kammerherr und Friedensrichter ⚭ mit der Fürstin Olga Urussow;
- Elisabeth (1850–?) ⚭ mit Sergej Nirotmortzew (russischer Hofrat);
- Alexander (1851–1935), russischer Hofrat ⚭ mit Marie Eglitt.